# Nucli històric d'Arnes
El nucli antic d'Arnes ha estat declarat bé cultural d'interès nacional amb la categoria de conjunt històric i ha estat inventariat amb el número IPAC-3798 al mapa de patrimoni de la Generalitat de Catalunya. El nucli antic és considerat conjunt històric pels seus edificis de carreu, les seves arcades, portals i coberts. El seu ajuntament és una de le construccions més destacades, ja que és un dels edificis civils catalans més importants del Renaixement. Està en bon estat de conservació, és de titularitat pública i està protegit pel DOGC del 7 de febrer de 1992. La vila d'Arnes està situada a la riba dreta del riu Algars, al capdamunt d'un turó. El nucli antic va créixer a l'entorn del Castell d'Arnes i els seus carrers principals són el carrer Bonaire i el carrer Major, que segueixen el turó a on està ubicat. També són importants els seus edificis de carreu, les seves arcades, els seus portals i els seus coberts. Alfons el Cast fou el que va conquerir el poble d'Arnes als sarraïns. Més tard va passar a ser una possessió primer dels Templers i després dels hospitalers.